# アダルベルト・メヒア
アダルベルト・メヒア（Adalberto Mejía, 1993年6月20日 - ）は、ドミニカ共和国モンセニョール・ノウエル州ボナオ出身のプロ野球選手（投手）。左投左打。

## 経歴

### プロ入りとジャイアンツ傘下時代
2011年にサンフランシスコ・ジャイアンツと契約してプロ入り。契約後、傘下のルーキー級ドミニカン・サマーリーグ・ジャイアンツでプロデビュー。13試合に先発登板して5勝2敗、防御率1.42、71奪三振を記録した。
2012年はA級オーガスタ・グリーンジャケッツでプレーし、30試合（先発14試合）に登板して10勝7敗、防御率3.97、79奪三振を記録した。
2013年はA+級サンノゼ・ジャイアンツとAAA級フレズノ・グリズリーズでプレーし、2球団合計で17試合に先発登板して7勝4敗、防御率3.33、91奪三振を記録した。オフにはアリゾナ・フォールリーグに参加し、スコッツデール・スコーピオンズに所属した。
2014年はAA級リッチモンド・フライングスクウォーレルズでプレーし、22試合（先発21試合）に登板して7勝9敗、防御率4.67、119奪三振を記録した。オフの11月には興奮剤使用が発覚し、2015年の開幕から50試合の出場停止となる処分を科された。
2015年もAA級リッチモンドでプレーし、7試合に先発登板して2勝2敗、防御率3.48、26奪三振を記録した。オフには2年ぶりにアリゾナ・フォールリーグに参加し、スコッツデール・スコーピオンズに所属した。11月20日にルール・ファイブ・ドラフトでの流出を防ぐために40人枠入りした。
2016年は開幕からAA級リッチモンドとAAA級サクラメント・リバーキャッツでプレー。また、7月にはオールスター・フューチャーズゲームに選出された。

### ツインズ時代
2016年7月28日にエドゥアルド・ヌニェスとのトレードで、ミネソタ・ツインズへ移籍した。移籍後は傘下のAAA級ロチェスター・レッドウイングスへ配属された後、8月20日にメジャー初昇格した。同日のカンザスシティ・ロイヤルズ戦でメジャーデビューしたが、2.1回を投げて2失点を喫した。この年メジャーではこの1試合の登板に登板にとどまり、防御率7.71だった。
2017年は開幕からメジャーで先発する機会が増え、5月21日のロイヤルズ戦では先発してメジャー初勝利を挙げた。
2019年7月13日にDFAとなった。

### エンゼルス時代
2019年7月20日にウェイバー公示を経てロサンゼルス・エンゼルスへ移籍した。7月26日にDFAとなった。

### カージナルス時代
2019年7月30日にウェイバー公示を経てセントルイス・カージナルスへ移籍した。8月6日にDFAとなった。

### エンゼルス復帰
2019年8月8日にウェイバー公示を経てエンゼルスへ移籍した。8月20日にDFAとなり、マイナー契約で傘下のAAA級ソルトレイク・ビーズへ配属された。9月1日にメジャー契約を結んでアクティブ・ロースター入りした。
2020年1月7日にジェイソン・カストロの加入に伴ってDFAとなり、10日に自由契約となった。

### エンゼルス退団後
2020年1月21日にシカゴ・ホワイトソックスとマイナー契約を結び、スプリングトレーニングに招待選手として参加することになった。8月24日に自由契約となった。

### 富邦時代
2021年5月20日、台湾プロ野球の富邦ガーディアンズと契約したことが発表された。9月29日に、家庭の事情により解雇された。

## 投球スタイル
平均92.7mph（約149.2km/h）のフォーシームが約4割を占め、変化球ではスライダーを最も多く投げる。他には時折、チェンジアップやツーシームを投げることがある。

## 詳細情報

### 年度別投手成績
| 年 度    | 球 団    | 登 板 | 先 発 | 完 投 | 完 封 | 無 四 球 | 勝 利 | 敗 戦 | セ 丨 ブ | ホ 丨 ル ド | 勝 率 | 打 者 | 投 球 回 | 被 安 打 | 被 本 塁 打 | 与 四 球 | 敬 遠 | 与 死 球 | 奪 三 振 | 暴 投 | ボ 丨 ク | 失 点 | 自 責 点 | 防 御 率 | W H I P |
| -------- | -------- | ----- | ----- | ----- | ----- | -------- | ----- | ----- | -------- | ----------- | ----- | ----- | -------- | -------- | ----------- | -------- | ----- | -------- | -------- | ----- | -------- | ----- | -------- | -------- | ------- |
| 2016     | MIN      | 1     | 0     | 0     | 0     | 0        | 0     | 0     | 0        | 0           | ----  | 13    | 2.1      | 5        | 0           | 1        | 0     | 0        | 0        | 0     | 0        | 2     | 2        | 7.71     | 2.57    |
| 2017     | MIN      | 21    | 21    | 0     | 0     | 0        | 4     | 7     | 0        | 0           | .364  | 443   | 98.0     | 110      | 13          | 44       | 4     | 5        | 85       | 2     | 2        | 52    | 49       | 4.50     | 1.57    |
| 2018     | MIN      | 5     | 4     | 0     | 0     | 0        | 2     | 0     | 0        | 0           | 1.000 | 92    | 22.1     | 17       | 1           | 9        | 0     | 2        | 13       | 2     | 0        | 5     | 5        | 2.01     | 1.16    |
| 2019     | MIN      | 13    | 0     | 0     | 0     | 0        | 0     | 2     | 0        | 2           | .000  | 71    | 15.1     | 16       | 3           | 12       | 0     | 0        | 15       | 1     | 0        | 16    | 15       | 8.80     | 1.83    |
| 2019     | LAA      | 20    | 0     | 0     | 0     | 0        | 0     | 0     | 0        | 3           | ----  | 57    | 13.0     | 9        | 1           | 8        | 0     | 0        | 13       | 0     | 0        | 6     | 5        | 3.46     | 1.31    |
| 2019     | STL      | 2     | 0     | 0     | 0     | 0        | 0     | 0     | 0        | 0           | ----  | 17    | 3.0      | 8        | 0           | 1        | 0     | 0        | 2        | 2     | 0        | 3     | 3        | 9.00     | 3.00    |
| '19計    | STL      | 35    | 0     | 0     | 0     | 0        | 0     | 2     | 0        | 5           | .000  | 145   | 31.1     | 33       | 4           | 21       | 0     | 0        | 30       | 3     | 0        | 25    | 23       | 6.61     | 1.72    |
| MLB：4年 | MLB：4年 | 62    | 25    | 0     | 0     | 0        | 6     | 9     | 0        | 5           | .400  | 693   | 154.0    | 165      | 18          | 75       | 4     | 7        | 128      | 7     | 2        | 84    | 79       | 4.62     | 1.56    |

- 2019年度シーズン終了時

### 年度別守備成績
| 年 度 | 球 団 | 投手（P） | 投手（P） | 投手（P） | 投手（P） | 投手（P） | 投手（P） |
| 年 度 | 球 団 | 試 合     | 刺 殺     | 補 殺     | 失 策     | 併 殺     | 守 備 率  |
| ----- | ----- | --------- | --------- | --------- | --------- | --------- | --------- |
| 2016  | MIN   | 1         | 0         | 2         | 0         | 0         | 1.000     |
| 2017  | MIN   | 21        | 2         | 6         | 4         | 0         | .667      |
| 2018  | MIN   | 5         | 3         | 4         | 0         | 0         | 1.000     |
| 2019  | MIN   | 13        | 0         | 1         | 0         | 0         | 1.000     |
| 2019  | LAA   | 20        | 0         | 3         | 0         | 0         | 1.000     |
| 2019  | STL   | 2         | 0         | 0         | 0         | 0         | ----      |
| '19計 | STL   | 35        | 0         | 4         | 0         | 0         | 1.000     |
| MLB   | MLB   | 62        | 5         | 16        | 4         | 0         | .840      |

- 2019年度シーズン終了時

### 記録
MiLB
- オールスター・フューチャーズゲーム選出：1回（2016年）

### 背番号
- 49（2016年 - 2019年7月25日、2019年8月9日 - 同年8月19日、2019年9月1日 - 同年終了）
- 68（2019年8月3日 - 同年8月5日）
- 63（2021年7月12日 - 同年9月29日）